# Зиґри (Лодзинське воєводство)
Зиґри (пол. Zygry) — село в Польщі, у гміні Задзім Поддембицького повіту Лодзинського воєводства.
Населення — 306 осіб (2011).
У 1975-1998 роках село належало до Серадзького воєводства.

## Демографія
Демографічна структура станом на 31 березня 2011 року:
|          | Загалом | Допрацездатний вік | Працездатний вік | Постпрацездатний вік |
| -------- | ------- | ------------------ | ---------------- | -------------------- |
| Чоловіки | 156     | 23                 | 117              | 16                   |
| Жінки    | 150     | 30                 | 85               | 35                   |
| Разом    | 306     | 53                 | 202              | 51                   |